# Bitis cornuta
Bitis cornuta – gatunek jadowitego węża z rodziny żmijowatych (Viperidae).

## Opis
Mała i gruba, osiąga długość 30–50 cm. Zanotowany rekord wynosił 75 cm.

## Występowanie
Obszar brzegowy południowo-zachodniej Namibii do zachodniej części Prowincji Przylądkowej Północnej i północno-zachodniej części Prowincji Przylądkowej Zachodniej w Południowej Afryce. Lokalizacja typowa: „Cap de Bonne-espérance” (Przylądek Dobrej Nadziei, RPA), zgodnie z zapiskami Patersona, który dokonał obserwacji w Namaqualand 1 września 1779.

## Siedlisko
Preferuje skaliste pustynne rejony, których szatę roślinną stanowią niskie sukulenty, oraz stoki górskie z wrzosowiskami.

## Behawior
Ma nerwowe usposobienie. Zaniepokojona syczy głośno i miota się energicznie, podnosząc większą część ciała ponad grunt.
Trzymana w niewoli łagodnieje.

## Systematyka
Jest to gatunek monotypowy. Dawniej za jego podgatunki uznawane były Bitis albanica i Bitis inornata, mające obecnie status odrębnych gatunków.